# Choiny (powiat garwoliński)
Choiny – wieś sołecka w Polsce położona w województwie mazowieckim, w powiecie garwolińskim, w gminie Parysów.
| SIMC    | Nazwa | Rodzaj    |
| ------- | ----- | --------- |
| 0683654 | Obręb | część wsi |

Wieś szlachecka położona była w drugiej połowie XVI wieku w powiecie garwolińskim  ziemi czerskiej województwa mazowieckiego. W latach 1975–1998 miejscowość należała administracyjnie do województwa siedleckiego.
Wierni Kościoła rzymskokatolickiego należą do parafii Najświętszej Maryi Panny w Parysowie.